# Olympische Sommerspiele 2000/Teilnehmer (Palästina)
| Gelbes Symbol für Goldmedaillen mit stilisierten Olympischen Ringen | Graues Symbol für Silbermedaillen mit stilisierten Olympischen Ringen | Braundes Symbol für Bronzemedaillen mit stilisierten Olympischen Ringen |
| ------------------------------------------------------------------- | --------------------------------------------------------------------- | ----------------------------------------------------------------------- |
| —                                                                   | —                                                                     | —                                                                       |

Die Palästinensischen Autonomiegebiete nahmen unter dem Namen Palästina an den Olympischen Sommerspielen 2000 in der australischen Metropole Sydney mit zwei Athleten, einer Frau und einem Mann, in zwei Sportarten teil.
Nach 1996 war es die zweite Teilnahme Palästinas an Olympischen Sommerspielen.

## Flaggenträger
Der Leichtathlet Ramy Deeb trug die Flagge Palästinas während der Eröffnungsfeier im Stadium Australia.

## Teilnehmer nach Sportarten
| Sportart       | Name         | Disziplin                | Zeit      | Platz |
| -------------- | ------------ | ------------------------ | --------- | ----- |
| Leichtathletik | Ramy Deeb    | 20 km Gehen              | 1:32:32 h | 44    |
| Schwimmen      | Samar Nassar | 50 m Freistil der Frauen | 30,05 s   | 65    |